# Canal Sur Televisión
Canal Sur es un canal de televisión en abierto autonómico español, el canal principal de la Agencia Pública Empresarial de la Radio y Televisión de Andalucía (RTVA), la radiotelevisión autonómica de Andalucía. El canal se distribuye a través de dos señales con idéntica programación y diferenciadas por los servicios de accesibilidad disponibles en ellas: Una con subtítulos a demanda del espectador (Canal Sur 1) y la otra con subtítulos permanentes, lengua de signos y programación audiodescrita (Canal Sur 2).

## Historia
La señal fue lanzada el 28 de febrero de 1989, coincidiendo con la festividad del día de Andalucía. Por aquel entonces, la oferta televisiva en España se reducía a las dos cadenas públicas del estado (TVE), excepto en algunas otras comunidades autónomas como Cataluña, País Vasco o Galicia que ya contaban con su canal autonómico.
Desde mayo de 1988, antes de los inicios de Canal Sur, se constituyó un Comité pro-Captación de la Televisión Andaluza, que exigía que Canal Sur se pudiera ver en Cataluña y que TV3 dedicara parte de su programación a la cultura andaluza, debido a la gran cantidad de andaluces residentes en Cataluña. En marzo de 1989, habiéndose iniciado las emisiones de Canal Sur, se llegaron a recoger 100.000 firmas a favor de la reciprocidad entre Canal Sur y TV3, a las que se añadieron las de la campaña a la que se sumaron la Comunidad Valenciana y la Región de Murcia, que todavía no tenían televisión propia. El Parlamento de Andalucía aprobó el 28 de marzo de 1989 una proposición no de ley en la cual se instaba al Ministerio de Transportes, Turismo y Comunicaciones y a la Generalidad de Cataluña a buscar una solución para que la campaña fuera efectiva. Ese año se debatió en el Congreso de los Diputados una proposición para que todos los canales autonómicos se pudieran ver en toda España. Finalmente, en 1990 la Junta de Andalucía desistió de la campaña.
La televisión autonómica andaluza nació con la intención de servir como instrumento de información y participación para los andaluces en la sociedad, la cultura y la política del país. Además, pretendía ser un medio de difusión de los valores históricos, culturales y lingüísticos de Andalucía.
Canal Sur 2 apareció en junio de 1998, con lo que la oferta televisiva de RTVA se desdobló, quedando Canal Sur como una televisión de carácter general y entretenimiento, mientras que Canal 2 Andalucía se centraría más en una programación cultural y divulgativa, con especial atención a las franjas infantil y deportiva. 
El programa más visto en la historia de Canal Sur (Sin contar las transmisiones de la Liga de Campeones de la UEFA 2009 al 2011) sucedió el 23 de febrero de 2008 durante la emisión en directo de la gala final de la primera edición de Se llama copla. Consiguió una cuota de audiencia media de 52,7% y una audiencia media de 1.515.000 espectadores. Además de haber sido líder de audiencias en Andalucía ese febrero de 2008, se convirtió el programa en un fenómeno programa de lo que llevó Europroducciones a hacer otras 8 ediciones del programa Se llama copla.
El 1 de octubre de 2012, Canal Sur y Canal Sur 2 fusionan sus contenidos de mayor éxito, y pasan a emitir ambas frecuencias la misma señal, adaptando Canal Sur 2 la programación a personas con discapacidad sonora y visual, subtitulando el total de la programación con unos caracteres más visibles que los emitidos por el subtitulado de teletexto tradicional, traducción en directo a lengua de signos y canal de audio audiodescrito.
La RTVA fue reconocida con el Premio 'Telefónica Ability Awards' por su integración de la discapacidad con Canal Sur 2.
Canal Sur HD comenzó sus emisiones en pruebas el 26 de febrero de 2010. Comenzó como un único canal en resolución 1080i, y con presencia en el ámbito de la provincia de Sevilla, para más tarde extenderse a toda Andalucía. Su programación en pruebas se basaba en repetición continua de contenidos de producción propia de la RTVA y emisión en HD de eventos deportivos.
El 30 de septiembre de 2013, Canal Sur HD comenzó sus emisiones regulares.
Durante las Campanadas de pase del 2014 a 2015, el canal sufrió su mayor bochorno, luego de que se insertara erróneamente publicidad.
El 28 de febrero de 2015, RTVA decidió darle un cambio a su oferta televisiva, transformando Canal Sur HD en Andalucía Televisión, mientras que la antigua Andalucía Televisión (versión en satélite de Canal Sur) pasó a llamarse Canal Sur Andalucía. 
Un canal temático en alta definición basado en la emisión de programas informativos y divulgativos que tendría como objetivo reforzar la identidad andaluza a través de una oferta de contenidos de actualidad. 
Aunque se inició como canal en alta definición, un mes más tarde de iniciar su andadura, Andalucía TV, pasaría a emitir en definición estándar, para aumentar su sintonización en la mayor parte de hogares andaluces.
Desde el 15 de septiembre de 2016 cuenta con una señal en HD que emite en simultáneo con Canal Sur, en un principio sin las desconexiones provinciales de esta última las cuales fueron finalmente integradas el 16 de enero de 2017.
El 25 de abril de 2017 comenzaron las emisiones en pruebas de Canal Sur 4K, el canal solo está disponible en Sevilla.
El 2 de septiembre de 2018, Canal Sur realizó su primera retransmisión en directo en 4K HDR en Andalucía por televisión digital terrestre, usando el estándar DVB-T2. El canal emitió en vivo la XLII Exhibición de enganches de Ronda por medio de su señal en UHD, Canal Sur 4K. Los parámetros técnicos fueron: ultra alta definición (3840 x 2160 píxeles), alto rango dinámico (HLG HDR), espacio de color extendido (BT. 2020), tasa de fotogramas a 50 FPS, codificación H.265 (HEVC; códec de vídeo de alto rendimiento) y transmisión sobre DVB-T2.
En 2019, a raíz del cambio del partido en el gobierno de la Junta de Andalucía, se produjo un significativo cambio en las personas que dirigían la entidad.
En diciembre de 2021 se estrena la aplicación en fase beta, Canal Sur Más, donde se pueden ver los programas y series, tantos antiguos como actuales
El 12 de febrero de 2024 debido a la desaparición de los canales en Definición estándar y su evolución a la Alta definición, Canal Sur 1 pasará a emitir en Alta Definición, junto con Canal Sur 2 y Andalucía TV.

## Audiencias
- En negrita: Los liderazgos mensuales y anuales de la cadena.
- En rojo**: Mínimo histórico mensual.

| Año  | Enero | Febrero | Marzo | Abril  | Mayo  | Junio | Julio | Agosto | Septiembre | Octubre | Noviembre | Diciembre | Media anual |
| ---- | ----- | ------- | ----- | ------ | ----- | ----- | ----- | ------ | ---------- | ------- | --------- | --------- | ----------- |
| 1989 | -     | -       | -     | -      | -     | -     | -     | -      | -          | -       | -         | -         | 15,5%       |
| 1990 | -     | -       | -     | -      | -     | -     | -     | -      | -          | -       | -         | -         | 24,4%       |
| 1991 | -     | -       | -     | -      | -     | -     | -     | -      | -          | -       | -         | -         | 21,7%       |
| 1992 | -     | -       | -     | -      | -     | -     | -     | -      | 21,1%      | -       | -         | 22,7%     | 20,4%       |
| 1993 | 21,6% | 21,4%   | 21,0% | 21,1%  | 20,6% | 20,4% | 16,5% | 15,6%  | 16,0%      | 17,9%   | 17,7%     | 17,9%     | 19,1%       |
| 1994 | -     | -       | -     | -      | -     | -     | -     | -      | -          | -       | -         | -         | 16,6%       |
| 1995 | -     | -       | -     | -      | -     | -     | -     | -      | -          | -       | -         | -         | 16,4%       |
| 1996 | 17,3% | 18,7%   | 16,2% | 16,6%  | 15,9% | 14,9% | 15,9% | 16,5%  | 14,7%      | 14,7%   | 16,0%     | 17,3%     | 16,3%       |
| 1997 | 19,7% | 20,5%   | 18,5% | 19,1%  | 20,4% | 18,9% | 20,6% | 19,5%  | 18,4%      | 19,5%   | 19,9%     | 18,6%     | 19,5%       |
| 1998 | 20,0% | 21,6%   | 20,6% | 20,0%  | 18,9% | 17,1% | 19,3% | 18,0%  | 20,0%      | 19,4%   | 19,1%     | 20,0%     | 19,5%       |
| 1999 | 19,5% | 21,5%   | 19,9% | 19,0%  | 20,2% | 18,7% | 17,2% | 16,1%  | 17,0%      | 18,0%   | 18,4%     | 18,3%     | 18,8%       |
| 2000 | 18,2% | 20,7%   | 18,8% | 18,7%  | 16,7% | 16,0% | 15,6% | 18,1%  | 17,3%      | 18,3%   | 17,2%     | 17,9%     | 17,8%       |
| 2001 | 17,9% | 18,4%   | 17,8% | 17,9%  | 17,2% | 17,1% | 14,8% | 17,2%  | 16,4%      | 17,8%   | 17,6%     | 17,2%     | 17,3%       |
| 2002 | 18,1% | 17,2%   | 17,0% | 17,4%  | 16,9% | 15,8% | 16,6% | 17,6%  | 17,2%      | 17,1%   | 17,0%     | 18,0%     | 17,2%       |
| 2003 | 17,8% | 18,6%   | 17,6% | 18,0%  | 17,8% | 18,5% | 18,5% | 18,3%  | 16,9%      | 17,2%   | 18,0%     | 18,2%     | 17,9%       |
| 2004 | 18,3% | 19,7%   | 17,5% | 18,7%  | 18,7% | 18,5% | 19,1% | 19,4%  | 19,2%      | 19,6%   | 20,3%     | 21,0%     | 19,2%       |
| 2005 | 21,7% | 21,9%   | 21,2% | 22,0%  | 21,5% | 20,7% | 19,2% | 18,5%  | 18,6%      | 19,1%   | 18,9%     | 18,5%     | 20,2%       |
| 2006 | 19,0% | 19,8%   | 18,8% | 17,9%  | 18,0% | 17,2% | 16,5% | 16,5%  | 16,3%      | 16,8%   | 16,5%     | 15,8%     | 17,5%       |
| 2007 | 16,8% | 17,0%   | 16,7% | 15,9%  | 16,3% | 17,2% | 15,8% | 16,3%  | 16,6%      | 18,0%   | 17,7%     | 18,9%     | 16,9%       |
| 2008 | 18,5% | 19,0%   | 17,2% | 16,7%  | 16,0% | 15,1% | 16,3% | 16,0%  | 17,3%      | 17,0%   | 16,3%     | 16,2%     | 16,8%       |
| 2009 | 15,9% | 17,4%   | 17,7% | 15,9%  | 15,5% | 15,9% | 15,6% | 14,4%  | 14,5%      | 14,6%   | 14,4%     | 15,3%     | 15,6%       |
| 2010 | 14,0% | 14,9%   | 14,2% | 13,6%  | 11,9% | 12,1% | 10,9% | 12,0%  | 12,0%      | 11,7%   | 12,0%     | 12,4%     | 12,7%       |
| 2011 | 11,4% | 11,8%   | 12,1% | 12,0%  | 11,0% | 10,4% | 8,9%  | 9,1%   | 10,0%      | 10,5%   | 10,5%     | 10,6%     | 10,7%       |
| 2012 | 10,2% | 10,7%   | 10,7% | 11,2%  | 10,5% | 9,8%  | 9,1%  | 8,8%   | 8,3%       | 10,3%   | 10,7%     | 10,6%     | 10,1%       |
| 2013 | 11,1% | 11,2%   | 10,3% | 10,7%  | 10,5% | 9,4%  | 8,1%  | 7,5%   | 9,1%       | 10,4%   | 10,0%     | 9,9%      | 9,9%        |
| 2014 | 10,3% | 10,7%   | 9,5%  | 9,0%   | 9,4%  | 9,9%  | 9,2%  | 8,6%   | 9,3%       | 9,3%    | 9,2%      | 9,0%      | 9,5%        |
| 2015 | 9,0%  | 9,2%    | 8,5%  | 8,4%   | 8,4%  | 8,6%  | 7,7%  | 7,6%   | 7,9%       | 8,2%    | 8,1%      | 7,8%      | 8,3%        |
| 2016 | 8,7%  | 9,3%    | 8,1%  | 8,4%   | 8,5%  | 8,0%  | 8,1%  | 7,7%   | 8,1%       | 8,6%    | 9,4%      | 9,9%      | 8,6%        |
| 2017 | 9,8%  | 9,9%    | 9,6%  | 9,4%   | 9,6%  | 8,9%  | 9,1%  | 8,9%   | 9,0%       | 8,4%    | 9,0%      | 8,9%      | 9,2%        |
| 2018 | 9,1%  | 10,0%   | 8,6%  | 9,0%   | 8,4%  | 8,0%  | 7,5%  | 7,9%   | 8,8%       | 8,8%    | 9,1%      | 9,2%      | 8,7%        |
| 2019 | 8,9%  | 8,4%    | 8,3%  | 7,6%   | 8,0%  | 8,3%  | 7,3%  | 8,0%   | 7,5%       | 7,5%    | 7,8%      | 8,1%      | 8,0%        |
| 2020 | 7,6%  | 7,3%    | 7,9%  | 6,9%** | 7,0%  | 7,2%  | 7,4%  | 7,0%   | 7,0%       | 7,1%    | 8,4%      | 8,0%      | 7,5%        |
| 2021 | 9,1%  | 8,2%    | 7,3%  | 7,4%   | 7,7%  | 7,8%  | 7,4%  | 8,1%   | 8,2%       | 8,1%    | 8,4%      | 9,2%      | 8,1%        |
| 2022 | 8,9%  | 8,2%    | 8,5%  | 8,6%   | 8,0%  | 8,8%  | 8,9%  | 9,8%   | 8,9%       | 8,8%    | 9,4%      | 10,2%     | 8,9%        |
| 2023 | 9,9%  | 10,4%   | 9,4%  | 9,3%   | 9,6%  | 9,5%  | 9,7%  | 9,8%   | 9,4%       | 8,9%    | 8,7%      | 8,9%      | 9,5%        |
| 2024 | 8,6%  | 8,9%    | 8,0%  | 8,1%   | 8,2%  | 8,2%  | 7,4%  | 7,9%   | 8,6%       | 9,1%    | 9,0%      | 9,8%      | 8,5%        |
| 2025 | 9,9%  | 9,5%    | 9,6%  | 9,2%   | 9,8%  | 9,2%  | 9,5%  |        |            |         |           |           |             |

## Imagen corporativa
La imagen corporativa de Canal Sur fue de 1989 a 1997 (bajo varias etapas intermedias) un círculo a modo de sol y la bandera de Andalucía en su interior, con una contraposición roja indicando la bandera española y otra azul sobre el mar que baña la Comunidad Autónoma, con el nombre "Canal Sur" debajo. 
Durante 1992 compaginó su imagen con la de "TeleExpo", cadena de la Expo'92 en Sevilla, con la que conectaba varias veces al día. 
El 28 de febrero de 1993 estrenó nueva imagen corporativa en la cual las letras Canal Sur aparecen encima del logotipo original conformando un triángulo orientado hacia abajo la punta (el sur), trabajo de Ostra Delta. 
El 9 de marzo de 1995 tuvo otra etapa en la cual predominaba el color naranja (el color del sol) y el triángulo acutángulo cuya punta estaba hacia abajo indicando el Sur, trabajo del estudio Rotaexe. 
En la temporada 1996-1997 (el 28 de febrero de 1997), la imagen cambió, pasando a ser una C rodeada de 8 líneas simulando un sol (uno por cada provincia andaluza). 
A partir del 28 de febrero de 2011, coincidiendo con el día de Andalucía, Canal Sur, Canal Sur 2 y Canal Sur HD renovaron su imagen corporativa, en la que se mantuvieron la C con los rayos pero esta vez encerrada en un cuadro con un color distinto y las letras correspondientes a cada cadena. Para Canal Sur, azul y con un 1 en su interior; para Canal Sur 2 azul y un 2, para Canal Sur Andalucía verde y una A y para Andalucía Televisión el logo de la C y los rayos mutan a unos rectángulos superpuestos en distintas tonalidades verdes y en cuyo interior se encuentran las letras ATV , poniendo en el inferior del logotipo "Andalucía TV".

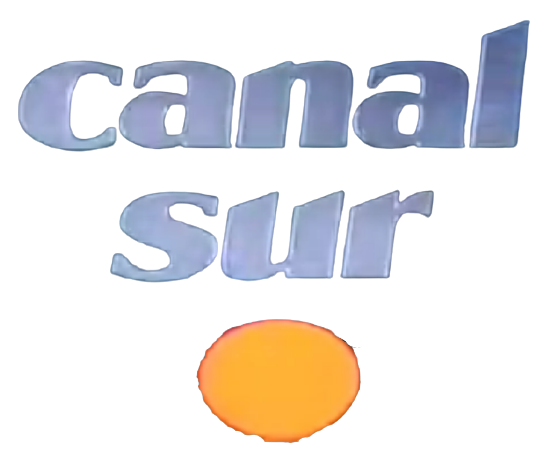
Logotipo usado entre 1996 y 1997.
Logotipo usado entre 1997 y 2011.
Logotipo usado entre 2011 y 2017, y desde 2020.
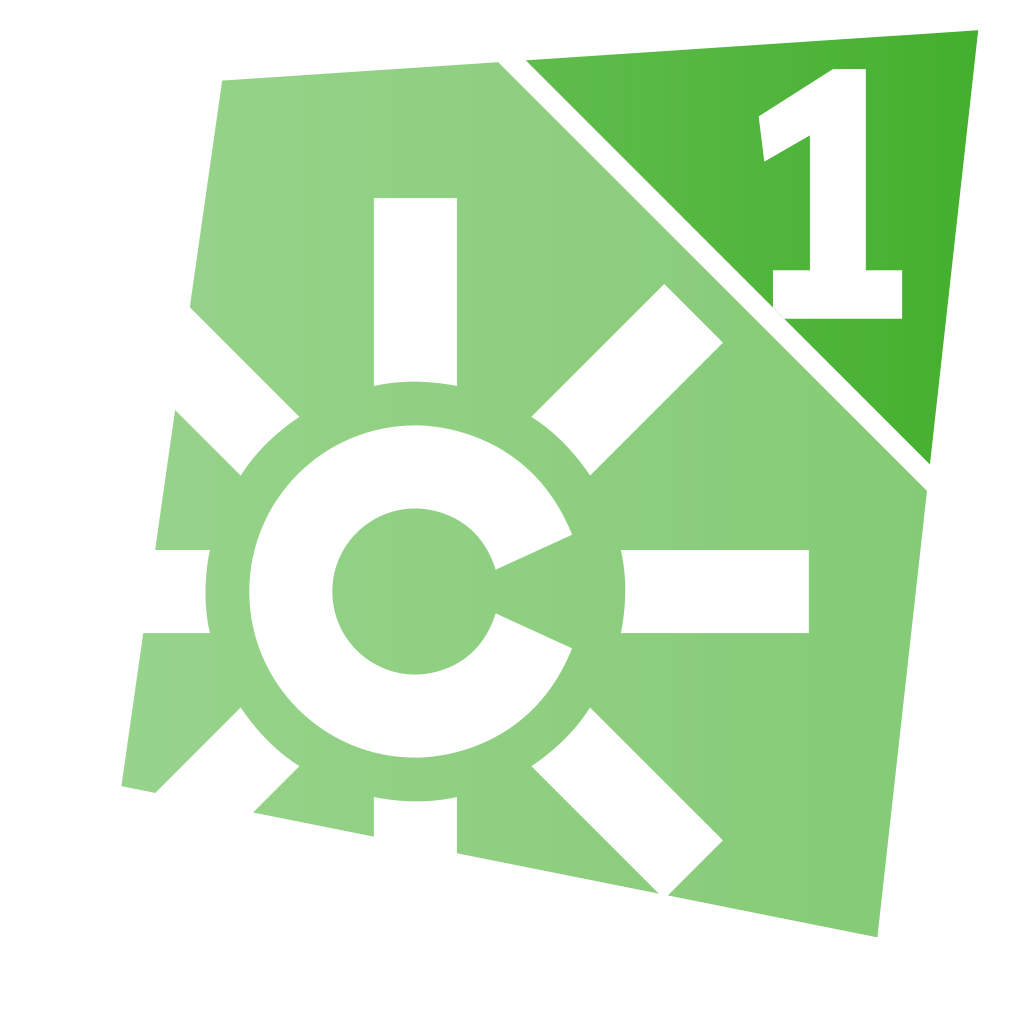
Logotipo usado desde 2017 a 2020.